# NGC 187
NGC 187 ist eine Balken-Spiralgalaxie vom Hubble-Typ SBc im Sternbild Walfisch südlich der Ekliptik Sie ist schätzungsweise 178 Mio. Lichtjahre von der Milchstraße entfernt und hat einen Durchmesser von etwa 65.000 Lj.

Im selben Himmelsareal befinden sich u. a. die Galaxien NGC 178, NGC 207, IC 39, IC 41.
Das Objekt wurde am 3. November 1885 von dem amerikanischen Astronomen Ormond Stone entdeckt.